# Mychajlo Andrussjak
Mychajlo  Mykolaiowytsch Andrussjak (ukrainisch Михайло Миколайович Андрусяк; * 5. Dezember 1955 in Werbiwzi, Oblast Iwano-Frankiwsk, Ukrainische SSR) ist ein ukrainischer Autor.

## Leben
Mychajlo Andrussjak wurde im Dorf Werbiwzi im Rajon Horodenka geboren. Von 1971 bis 1975 absolvierte er ein Studium der Holzwirtschaft an der Hochschule in Kolomyja. Danach verbrachte er 1978 ein Jahr in der Seefahrtschule im estnischen Pärnu. 1985 machte er an der Kiewer Staatsuniversität eine pädagogische Ausbildung und arbeitete als Lehrer.

## Auszeichnungen
Er war 2010 für die semidokumentarische Trilogie Brüder des Donners, Brüder des Feuers und Brüder der Lüfte Preisträger des Taras-Schewtschenko-Preises der Ukraine.

## Werke (Auswahl)
- 2002: Брати грому (Geschichtsroman)
- 2004: Брати вогню (Geschichtsroman)
- Студені милі (Dokumentation)
- Ув'язнена скрипка (Dokumentation)